# متنزه كولتون بوينت الحكومي
متنزه كولتون بوينت الحكومي هو متنزه وطني يقع في مقاطعة تيوجا بولاية بنسلفانيا في الولايات المتحدة، وتبلغ مساحته 368 فدانًا (149 هكتارًا).
أقيم متنزه كولتون بوينت الحكومي على الجانب الغربي من وادي باين كريك، المعروف أيضًا باسم وادي جراند كانيون في بنسلفانيا، والذي يبلغ عمقه 240 مترًا (800 قدمًا) وعرضه حوالي 1200 متر (4000 قدمًا). ويمتد المتنزه من الجدول الواقع في أسفل الوادي حتى حافته، ثُم يمرّ عبر جزء من الهضبة غربًا. يشتهر منتزه كولتون بوينت الحكومي بإطلالاته الخلابة على وادي باين كريك، والتي توفّر مساحات جيدة للتنزه، وممارسة أنشطة مثل المشي لمسافات طويلة، وصيد الأسماك، والصيد البري، وركوب القوارب في المياه البيضاء، والتخييم. يحيط بمتنزه كولتون بوينت الحكومي كلّ من غابة تيوجا الحكومية، ومتنزه ليونارد هاريسون الحكومي، على حافته الشرقية. يقع متنزه كولتون بوينت الحكومي على طريق غابات ولاية بنسلفانيا في بلدة شيبن، على بُعد 8 كيلومترات جنوب الطريق السريع الأمريكي رقم 6. يتدفق نهر باين كريك عبر أراضي المتنزه حيث يشقّ طريقه وسط خمسة تكوينات صخرية رئيسية تنتمي إلى العصرين الديفوني والكربوني. استخدم الأمريكيون الأصليون سابقًا الطريق المُمتد على طول خور نهر باين كريك، ثم استخدمه عمال قطع الأشجار لاحقًا، ثم أصبح مسارًا لخط سكة حديد استمر تشغيله بدءًا من عام 1883 وحتى عام 1988. يمتد في المنطقة منذ عام 1996 مسار باين كريك للسكك الحديدية الذي يبلغ طوله 100 كيلومتر على طول الخور، وقد أصبح مضيق باين كريك معلمًا طبيعيًا وطنيًا في عام 1968، وهي منطقة محمية أيضًا باعتبارها محمية طبيعية ومنطقة مهمة للطيور تابعة لولاية بنسلفانيا، كما يُعد نهر باين كريك نهرًا خلابًا، ويُعد خور النهر موطنًا للعديد من أنواع النباتات والحيوانات التي تعيش في ولاية بنسلفانيا، وقد أُعيد إدخال بعضها إلى المنطقة.
سُمّي متنزه كولتون بوينت الحكومي بذلك الاسم تيمنًا بهنري كولتون، وهو حطّاب من مدينة ويليامسبورت أتى إلى المنطقة وبدأ بقطع الأخشاب فيها عام ١٨٧٩. وبرغم أن الأشجار النامية حول مضيق باين كريك كانت قد أُزيلت بالكامل خلال القرن التاسع عشر وأوائل القرن العشرين، فإن الأراضي الواقعة حول المضيق لا تزال مغطاة حتى الآن بغابة ثانوية، ويعود الفضل في ذلك جزئيًا إلى جهود الحفاظ التي بذلها سلك الخدمة المدنية في المنطقة في ثلاثينيات القرن العشرين، كما شيّد سلك الخدمة المدنية المرافق الموجودة في متنزه كولتون بوينت الحكومي قبل افتتاحه عام ١٩٣٦ وبعده بفترة وجيزة. ولا تزال معظم المرافق التي بناها سلك الخدمة المدنية هُناك قيد الاستخدام، مما أدى إلى إدراج المتنزه كمنطقة تاريخية في السجل الأمريكي الوطني للأماكن التاريخية. وقد نفذ سلك الخدمة المدنية في عام 1936 حملة دعائية ناجحة للمتنزه أدت إلى أن يُصبح المتنزه والمضيق وجهة سياحية معروفة تجتذب مئات الآلاف من الزوار سنويًا، وقد اختارته إدارة الحفاظ على الموارد الطبيعية في بنسلفانيا، ومكتب الحدائق التابع لها ضمن قائمة «25 حديقة في ولاية بنسلفانيا لا ينبغي أن تُفوّتك زيارتها».